# Román Martínez (cestista)
Román Eduardo Martínez (El Paso, 5 marzo 1988) è un cestista statunitense con cittadinanza messicana.

## Carriera
Con il Messico ha disputato i Campionati americani del 2013 e i Campionati mondiali del 2014.